# Yeşilkavak, Eşme
Yeşilkavak là một xã thuộc huyện Eşme, tỉnh Uşak, Thổ Nhĩ Kỳ. Dân số thời điểm năm 2010 là 827 người.